# Río Juruá-Mirim
El río Juruá-Mirim es un río amazónico brasileño que atraviesa el estado de Acre. Está situado en las coordenadas 8°07′36″S 72°48′30″O / -8.1266667, -72.8083333
Es el segundo mayor afluente del río Juruá y el de mayor caudal de Acre. Nace en la Sierra del Divisor, considerada parque nacional, junto a la frontera entre Brasil y Perú.
Su nombre en español significa Juruá Chico.